# Clint Mathis
Clint Mathis est un joueur américain de football né le 25 novembre 1976 à Conyers, Géorgie qui mesure 1,78 mètre pour 78 kg.

## Carrière
Il a rejoint Hannover 96 en janvier 2004. Ce milieu offensif porte le numéro 44. Il a été sélectionné 38 fois en équipe nationale et a marqué à 11 reprises. 
Avant de rejoindre Hannover 96 il a joué à Los Angeles Galaxy et au MetroStars.
Il a rejoint le club allemand afin de remplacer Jan Simak. Il a été choisi pour ses connaissances techniques et sa grande expérience internationale. 
Il connaît déjà le football allemand puisqu'il a joué avec Lothar Matthäus chez les Metrostars. Il a assuré sa notoriété en Allemagne avec ses 2 buts inscrits en mars 2002 contre l'Allemagne (4-2 pour l'Allemagne) lors d'une rencontre amicale. « Commandant Clint », comme ses fans allemands l'ont vite appelé, habite chez son compatriote et partenaire de jeu Steve Cherundolo à Hanovre. Dans un souci d'une parfaite intégration, il voudrait apprendre l'allemand. En janvier 2008, il rejoint le club d'Ergotelis.

## Anecdote
Ce joueur est aussi connu pour ses extravagances : il a ainsi joué avec une coupe iroquoise rouge lors de la Coupe du monde de football 2002 au Japon et en Corée du Sud.